# Saul Ricardo
Saúl Ricardo dos Santos Noronha (Figueira da Foz, São Julião, 18 de agosto de 1987) é um cantor de música popular portuguesa. Conhecido na sua infância como O Pequeno Saúl, é popular em Portugal desde os seis anos de idade.

## Carreira

### Início
O "Pequeno Saúl" apareceu ainda muito novo na televisão a fazer imitações do músico Quim Barreiros. Viria a ganhar um concurso de talentos no programa Big Show SIC e em 1994 lança a cassete "O Imitador" com temas de Quim Barreiros.

### Anos 1990
O salto para a ribalta dá-se em 1996, quando grava o CD "O Bacalhau Quer Alho", um sucesso de vendas imediato. Atinge tripla platina e o refrão das músicas é cantado em todo o lado. Ganha também o título de artista mais novo a ostentar tal galardão em Portugal.
Em 1997 lança "Os Pitos", novo CD de música popular com subentendidos sexuais, atingindo também a platina. Faz digressões por todo o país e também no estrangeiro. Saúl faz uma pausa nas gravações e o seu nome cai um pouco no esquecimento. É então que se espalha o boato que teria falecido num acidente de viação.

### Anos 2000
Em 2000, com um novo agenciamento, a sua imagem é renovada e para se descolar do “imitador de Quim Barreiros”, opta por lançar Gosto de Ti à Brava, um disco claramente pop/étnico, com influências de géneros estrangeiros, com mambo, rap, salsa, música árabe, entre outros. No entanto o público não adere ao novo estilo de Saúl e o disco apenas se fica pela Prata.
Por esta altura, aparece também num programa de televisão Noites Marcianas, tentando retocar a sua imagem e mostrando as suas capacidades vocais como cantor de fado, tentando provar que é mais versátil do que na realidade o seu repertório poderia fazer crer à primeira vista.

#### O regresso às origens
Em 2002, já mais crescido e com a voz a mudar, Saúl opta por revisitar o estilo mais antigo, abandonado em 1997, e lança o disco "Espeto Um Prego". Em 2003 lança "Não Sou Mau estudante". Desiludido, acaba por abandonar a editora Vidisco, que sempre o acompanhara até então.
No Verão de 2004 lança o álbum "As Bolas do Snooker" pela editora Espacial. Apresenta-se com visual renovado e como fã de nomes como Limp Bizkit e Eminem. O estilo mantém-se no registo popular.

#### O ressurgimento
No final de 2005 lança o álbum "Saúl" pela editora Megadisco. O grande sucesso deste disco é "Sem Dinheiro e Sem Cuecas". Com 18 anos procurava conciliar a música com a escola, no Colégio de Quiaios, na Figueira da Foz, onde tirava o curso profissional de reparação e instalação de computadores.
Em final de 2006 tenta com o single "Hoje é dia de Jesus" (13.ª faixa do disco referido) chamar a atenção para a época Natalícia. Em Agosto de 2008, lança o álbum "A Sogra".

### Anos 2010
Pela editora CVL Music, de Aveiro, lança o CD "E o Rabo do Seu Bacalhau" em 2010.
O álbum "Fábrica de Chouriça" é editado em 2011. Com Fanny, uma das participantes do programa Secret Story - Casa dos Segredos da TVI, lança "A Última Missão".
Em 2015 participou no reality show da TVI "A Quinta".

## Vida pessoal
Durante a sua infância e adolescência os pais foram os gestores da sua carreira e das suas contas. Aos 18 anos, e quando consultou o seu saldo bancário, Saúl descobriu ter sido enganado pela própria família e tinha na conta apenas 14 euros.
Embora saiba do paradeiro dos pais, não mantém contacto com eles desde 2006.
É casado e tem um filho.

## Discografia
- 1994 - O Imitador (K7)
- 1996 - O Bacalhau Quer Alho (CD, Vidisco)
- 1997 - Os Pitos (CD, Vidisco)
- 2000 - Gosto de Ti À Brava (CD, Vidisco)
- 2002 - Espeto Um Prego (CD, Vidisco)
- 2003 - Não Sou Mau Estudante (CD, Vidisco)
- 2004 - As Bolas do Snooker (CD, Espacial)
- 2005 - Saúl [Sem Dinheiro e Sem Cueca] (CD, Megadisco)
- 2008 - A Sogra
- 2010 - E o Rabo do Seu Bacalhau (CD, CVL Music)
- 2011 - Fábrica de Chouriça (CD, Espacial)
- 2012 - O Pito da Maria (CD, Espacial)
- 2013 - O Meu Rafeiro (CD, Espacial)
- 2015 - Comi-Lhe o Melão (CD, Espacial)